# Canton de Nanterre-2
Le canton de Nanterre-2 est une circonscription électorale française située dans le département des Hauts-de-Seine et la région Île-de-France.

## Histoire
Un nouveau découpage territorial des Hauts-de-Seine entre en vigueur à l'occasion des premières élections départementales suivant le décret du 26 février 2014. Les conseillers départementaux sont, à compter de ces élections, élus au scrutin majoritaire binominal mixte. Les électeurs de chaque canton élisent au conseil départemental, nouvelle appellation du Conseil général, deux membres de sexe différent, qui se présentent en binôme de candidats. Les conseillers départementaux sont élus pour 6 ans au scrutin binominal majoritaire à deux tours, l'accès au second tour nécessitant 12,5 % des inscrits au 1er tour. En outre la totalité des conseillers départementaux est renouvelée. Ce nouveau mode de scrutin nécessite un redécoupage des cantons dont le nombre est divisé par deux avec arrondi à l'unité impaire supérieure si ce nombre n'est pas entier impair, assorti de conditions de seuils minimaux. Dans les Hauts-de-Seine, le nombre de cantons passe ainsi de 45 à 23.
Le canton de Nanterre-2 est créé par ce décret. Il est formé d'une commune de l'ancien canton de Suresnes et d'une fraction de la commune de Nanterre. Il est entièrement inclus dans l'arrondissement de Nanterre. Le bureau centralisateur est situé à Nanterre.

## Représentation
| Période élective | Période élective | Mandat | Mandat   | Identité        | Nuance | Nuance | Qualité |
| ---------------- | ---------------- | ------ | -------- | --------------- | ------ | ------ | --- |
| 2015             | 2021             | 2015   | 2021     | Camille Bedin   |        | DVD    | Cadre supérieur dans une société d'éducation Conseillère municipale d'opposition de Nanterre (2014 → ) |
| 2015             | 2021             | 2015   | 2021     | Christian Dupuy |        | DVD    | Maire de Suresnes (1983 → 2020 ) Conseiller général du canton de Suresnes (1988 → 1993 et 1998 → 2015) Député de Nanterre - Suresnes (1993 → 1997) 5e vice-président chargé de la culture                                 |
| 2021             | 2028             | 2021   | en cours | Camille Bedin   |        | DVD    | Cadre supérieur Conseillère municipale de Nanterre Conseillère départementale déléguée à l’égalité hommes/femmes |
| 2021             | 2028             | 2021   | en cours | Guillaume Boudy |        | LR     | Conseiller maître à la Cour des comptes Secrétaire général pour l'investissement Maire de Suresnes 13e vice-président du conseil départemental, délégué à la commande publique et à l'évaluation des politiques publiques |

### Résultats détaillés

#### Élections de mars 2015
À l'issue du 1er tour des élections départementales de 2015, deux binômes sont en ballottage : Camille Bedin et Christian Dupuy (Union de la Droite, 42,51 %) et Habiba Bigdade et Antoine Seguin (PS, 21,89 %). Le taux de participation est de 43,22 % (18 787 votants sur 43 468 inscrits) contre 46,11 % au niveau départemental et 50,17 % au niveau national.
Au second tour, Camille Bedin et Christian Dupuy (Union de la Droite) sont élus avec 59,25 % des suffrages exprimés et un taux de participation de 39,82 % (9 446 voix pour 17 308 votants et 43 468 inscrits).
Christian Dupuy a quitté LR.
Camille Bedin quitte elle aussi le parti en 2019.

#### Élections de juin 2021
Le premier tour des élections départementales de 2021 est marqué par un très faible taux de participation (33,26 % au niveau national). Dans le canton de Nanterre-2, ce taux de participation est de 30,29 % (14 018 votants sur 46 277 inscrits) contre 35,09 % au niveau départemental. À l'issue de ce premier tour, deux binômes sont en ballottage : Camille Bedin et Guillaume Boudy (Union à droite, 41,98 %) et Mélanie Blanchetot et Pascal Gentil (Union au centre, 17,06 %).
Le second tour des élections est marqué une nouvelle fois par une abstention massive équivalente au premier tour. Les taux de participation sont de 34,36 % au niveau national, 37,05 % dans le département et 31,92 % dans le canton de Nanterre-2. Camille Bedin et Guillaume Boudy (Union à droite) sont élus avec 64,16 % des suffrages exprimés (8 149 voix pour 14 774 votants et 46 279 inscrits),,.

## Composition
| Nom                              | Code Insee | Intercommunalité         | Superficie (km2) | Population (dernière pop. légale)                | Densité (hab./km2) | Modifier                                    |
| -------------------------------- | ---------- | ------------------------ | ---------------- | ------------------------------------------------ | ------------------ | ------------------------------------------- |
| Nanterre (bureau centralisateur) | 92050      | Métropole du Grand Paris | 12,19            | Fraction : 31 900 (2022) Commune : 98 119 (2022) | 8 049              | modifier les données · modifier les données |
| Suresnes                         | 92073      | Métropole du Grand Paris | 3,79             | 48 932 (2022)                                    | 12 911             | modifier les données · modifier les données |
| Canton de Nanterre-2             | 9220       |                          |                  | 80 832 (2022)                                    |                    | modifier les données                        |

Le canton de Nanterre-2 comprend :
1. la commune de Suresnes,
2. la partie de la commune de Nanterre non incluse dans le canton de Nanterre-1, soit celle située au sud et à l'est d'une ligne définie par l'axe des voies et limites suivantes : depuis la limite territoriale de la commune de Rueil-Malmaison, rue de Garches, rue des Chailliers, rue Elisée-Reclus, rue Paul-Vaillant-Couturier, rue Daniel-Becker, rue de la Source, rue Marcel-Génin, rue des Alouettes, rue de Suresnes, rue Sadi-Carnot, rue des Venets, avenue Frédéric-et-Irène-Joliot-Curie, place Nelson-Mandela, avenue François-Arago, ligne de chemin de fer, jusqu'à la limite territoriale de la commune de Courbevoie.

## Démographie
En 2022, le canton comptait 80 832 habitants, en évolution de +2,34 % par rapport à 2016 (Hauts-de-Seine : +2,75 %, France hors Mayotte : +2,11 %).
| 2013   | 2018   | 2022   |
| ------ | ------ | ------ |
| 79 370 | 80 352 | 80 832 |